# Douglas H. Ubelaker
Douglas H. Ubelaker (1946) es un antropólogo forense estadounidense. Trabaja como conservador de museo para la Smithsonian Institution y ha publicado numerosos artículos y monografías que han ayudado a establecer procedimientos modernos en la antropología forense. También ha trabajado en América Latina, con nativos americanos, y asiste al FBI en casos forenses.

## Biografía
Ubelaker nació el 23 de agosto de 1946 en Horton (Kansas). Se interesó por la antropología después de trabajar con el doctor Bill Bass en un proyecto sobre indígenas americanos en las Dakotas. Se licenció en la Universidad de Kansas en 1968.
Entre 1969 a 1971 trabajó en el Ejército de los Estados Unidos. En el Ejército, primero sirvió como policía militar y luego como técnico en microbiología. Trabajando como técnico entró en contacto con el Museo Nacional de Historia Natural y eventualmente lo llevó a trabajar en la Smithsonian Institution. En 1973 se doctoró en la Universidad de Kansas; también está acreditado en antropología forense por la American Board of Forensic Anthropology. Luego regresó a Washington, D. C. para trabajar en el puesto que antes ocupaba T. Dale Stewart en el Museo Nacional de Historia Natural. También impartió clases de antropología forense en la Universidad George Washington. 